# (235027) Pommard
Pour l’article homonyme, voir Pommard (homonymie).
(235027) Pommard est un astéroïde de la ceinture principale.

## Description
(235027) Pommard est un astéroïde de la ceinture principale. Il fut découvert le 23 mars 2003 à Vicques par Michel Ory. Il présente une orbite caractérisée par un demi-grand axe de 2,30 UA, une excentricité de 0,18 et une inclinaison de 0,2° par rapport à l'écliptique.

## Compléments